# Ptolemäus von Nepi
Ptolemäus von Nepi († angebl. im 1. Jahrhundert in Nepi) war der Legende nach der erste Bischof von Nepi und ein Märtyrer.
Ptolemäus soll von Apostel Petrus in Nepi, rund 50 km nördlich von Rom, als Bischof eingesetzt worden sein. Dort habe er, gemeinsam mit einem Philosophen namens Romanus, den er bekehrt habe, unter Kaiser Nero den Märtyrertod erlitten. Die historische Existenz des Ptolemäus ist fraglich; möglicherweise ist er eine spätere Erfindung, um dem Bistum Nepi ein ehrwürdigeres Alter und eine apostolische Stiftung anzudichten. Ptolemäus ist Stadtheiliger von Nepi. Seine Gebeine sollen unter Papst Paul III. im 16. Jahrhundert in Nepi aufgefunden worden sein. Der Gedenktag des Heiligen ist der 24. August.